# モルテン・ヒュルマンド
- モアテン・ヒュルマン
- モルテン・ユールマン

モルテン・デュー・ヒュルマンド（Morten Due Hjulmand, 1999年6月25日 - ）は、デンマーク・デンマーク首都地域カストルプ出身のサッカー選手。スポルティングCP所属。ポジションはMF。
日本のスポーツメディアでは『モルテン・ヒュルマンド』と紹介されることが多いが、デンマーク語の発音の関係で、他に『モアテン・ヒュルマン』や『モルテン・ユールマン』といった表記もある。

## クラブ経歴
ユース時代は地元のFCコペンハーゲンで過ごしていたが、2018年5月にオーストリアに渡り、FCアドミラ・ヴァッカー・メードリングと契約。7月29日のSKラピード・ウィーン戦でプロデビュー。以降先発に定着し、チームの中心選手に成長した。
2021年1月18日、USレッチェと4年契約を締結したことが発表された。
2023年8月13日、移籍金1,800万ユーロでスポルティングCPへ移籍し、5年契約を結んだ。

## 代表歴
プロデビュー前の2017年より、各ユース世代のデンマーク代表に随時招集。2021年にはU-21代表でUEFA U-21欧州選手権2021に出場した。
2023年9月7日、UEFA EURO 2024予選のサンマリノ代表戦でA代表初出場。
UEFA EURO 2024に選出